# Ganvié I
Ganvié I è un arrondissement del Benin situato nella città di Sô-Ava (dipartimento dell'Atlantico) con 12.584 abitanti (dato 2006).